# 가케가와번
가케가와 번(일본어: 掛川藩 카케가와한[*])은 에도 시대의 번으로서 도토미국 가케가와(지금의 시즈오카현 가케가와시)에 위치하였으며 번청은 가케가와성에 있다.

## 역대 번주
히사마쓰 마쓰다이라가(사다카쓰계 종가)
후다이 1만석
1. 사다카쓰(定勝)
2. 사다유키(定行)

안도가
도쿠가와 요리노부의 쓰케가로 2만 8천석
1. 나오쓰구(直次)

히사마쓰 마쓰다이라가(사다쓰나계)
신판 3만석
1. 사다쓰나(定綱)

아사쿠라가
도쿠가와 다다나가의 쓰케가로 2만 6천석
1. 노부마사(宣正)

아오야마가
후다이 2만 6천석 → 3만 3천석
1. 요시나리(幸成)

사쿠라이 마쓰다이라가
후다이 4만석
1. 다다시게(忠重)
2. 다다토모(忠倶)

혼다가
후다이 7만석
1. 다다요시(忠義)

후지이 마쓰다이라가
후다이 2만 5천석
1. 다다하루(忠晴)

다마나와 호조가
도자마 3만석
1. 우지시게(氏重)

이이가
후다이 3만 5천석
1. 나오요시(直好)
2. 나오타케(直武)
3. 나오토모(直朝)
4. 나오노리(直矩)

사쿠라이 마쓰다이라가(재봉)
후다이 4만석
1. 다다타카(忠喬)

오가사와라가
후다이 6만석
1. 나가히로(長煕)
2. 나가쓰네(長庸)
3. 나가유키(長恭)

오타가
후다이 5만석
1. 스케토시(資俊)
2. 스케요시(資愛)
3. 스케노부(資順)
4. 스케토키(資言)
5. 스케토모(資始)
6. 스케카쓰(資功)
7. 스케요시(資美)